# Південна Італія

Південна Італія (Mezzogiorno)

Південна Італія (італ. Mezzogiorno — Полудень) — один з п'яти економіко-географічних макрорегіонів Італії, який різко відрізняється від Північної Італії нижчим рівнем урбанізації, індустріалізації, економіко-соціального розвитку. Також Південна Італія має відмінності в демографічному, етнографічному й культурно-мовному плані. Південна Італія багато в чому продовжує уособлювати проблеми, пов'язані з розривом у економічному розвитку, який виник у 19-20 століттях між розвиненішими помірними і відсталішими тропічними широтами, навіть у межах однієї держави. Втім, Північну Італію від Південної відділяє свого роду буферна зона — цілий ряд регіонів змішаного і перехідного розвитку, що має назву Центральна Італія.

## Географічні межі

Макрорегіон «Південь» (Sud)

Макрорегіон «Острови» (Isole)

Традиційно до складу Південної Італії географічно включають південну половину Апеннінського півострова, а історично, політично й економічно — землі колишнього королівства обох Сицилій:
- Базиліката
- Кампанія
- Калабрія
- Апулія
- Сицилія
- Молізе
- Абруццо

Ще два регіони — острів Сардинія, який раніше належав сім'ї Савоя, а також південну частину Лаціо також можна включити до складу Півдня Італії за географічним і культурним параметрами, хоча і з деякими застереженнями. При ліберальнішому трактуванні, багато регіонів центральної Італії, особливо сільські, багато в чому схожі з Південною Італією. Щобільше, Південь Італії з його типово середземноморською культурою багато в чому визначає ідентичність усієї країни та її образ, а також стереотипи у світі. Північна Італія набагато більше протистоїть півдню і центру разом узятим, хоча межі між ними досить умовні.
За статистикою NUTS Європейського Союзу поділено Італію на 5 макрорегіонів, а у Південній Італії виділено їх два: «Південь» (Sud) (материкова частина) та «Острови» (Isole). Регіон Абруццо економіко-географічно почали включати до Центральної Італії.

## Дуалістична структура економіки Італії

### Причини відставання Півдня
- історично обумовлений поділ
- використання Північною Італією у своїх цілях після об'єднання 1861 року
- економіка базована на латифундії
- аграрно виражений характер економіки
- без корисних копалин
- нерозвинені джерела енергії
- нерозвинена інфраструктура та система доріг
- неінтегрованість у європейський ринок
- виражена організована злочинність/Мафія, яка перешкоджає економічному росту.

### Заходи проти дуалізму

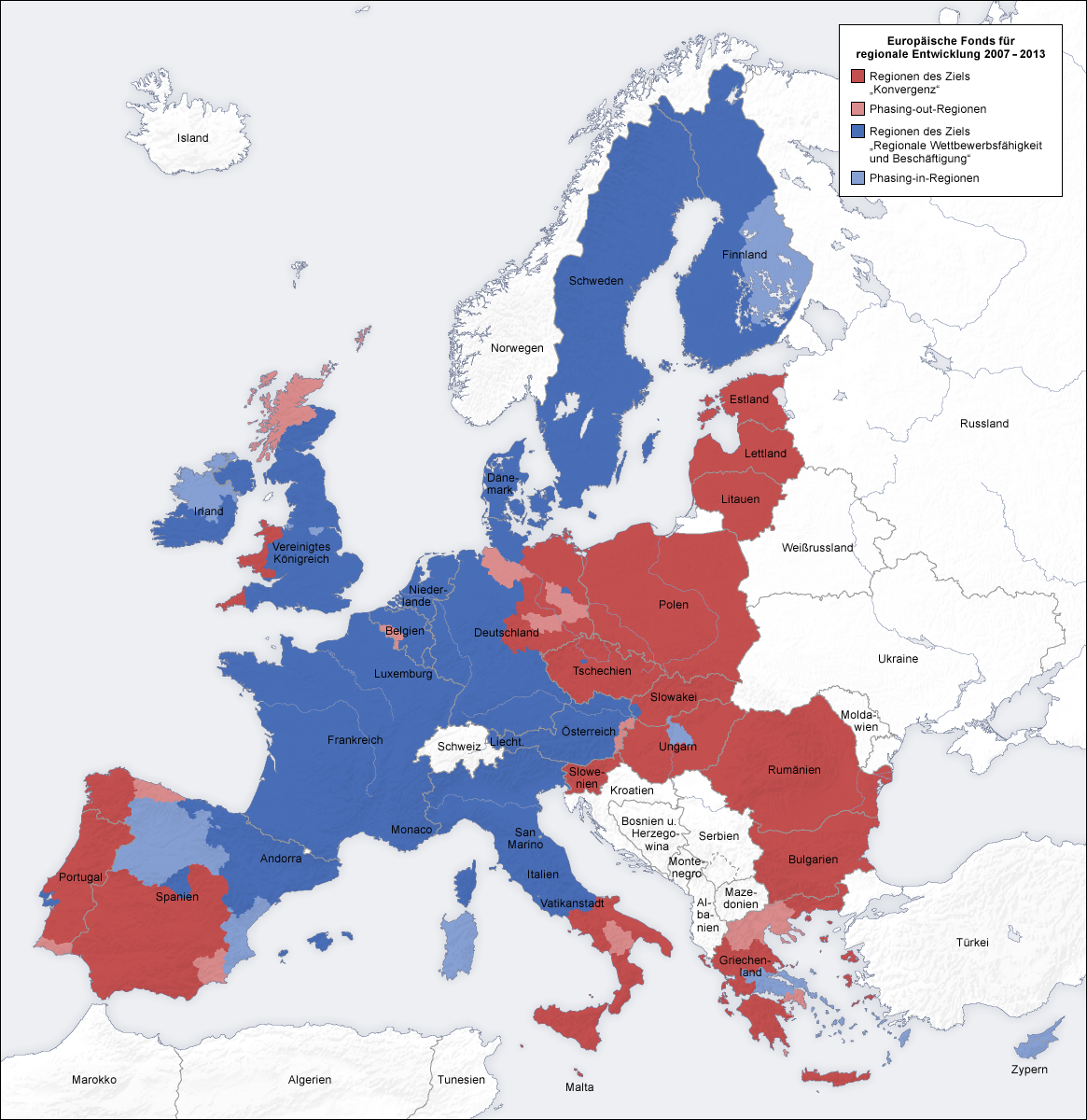
Регіон-1 Європейського союзу, який отримує 80% бюджету регіонального розвитку ЄС (2007—2013)

- Створення Cassa per il Mezzogiorno
- Управління інвестиціями та субсидіями
- Поліпшення / розширення інфраструктури
- Інвестиційні субсидії користуючись з державних коштів
- Мета: найкращі умови виробництва в сільському господарстві та промисловості.

Всі ці заходи можна розділити на 4 етапи:
1. 1950 — 1956 — розбудова інфраструктури та фінансові сприяння.
2. 1957 — 1964 — цільова індустріалізація, створення центрів індустрії
3. 1965 — 1970 — планова індустріалізація. Сприяння малому та середньому підприємництву.
4. 1971 — 1986 — фінансові сприяння Cassa per il Mezzogiorno Європейським фондом регіонального розвитку.

Однак ці заходи не досягли очікуваного результату.
У 1992 році припинила діяльність Cassa per il Mezzogiorno. Держава Італія починає програму підтримки всіх (не тільки півдня) економічно слабких регіонів. Особлива увага приділяється місцевій ініціативі (patti territoriali).